# Ustilaginomycetes
Die Ustilaginomycetes sind eine Gruppe der Brandpilze (Ustilaginomycotina). Alle Vertreter sind Parasiten an Blütenpflanzen.

## Merkmale und Lebensweise
Die Ustilaginomycetes sind dimorphisch, bilden also abwechselnd hefenartige und Myzel-Stadien. Sie bilden Teliosporen und schleudern ihre Basidiosporen nicht weg.
Die Ustilaginomycetes leben parasitisch auf Bedecktsamern, vorwiegend Vertretern der Süß- und Sauergräser. Die Interaktionszone mit dem Wirt ist groß.

## Systematik
Die Ustilaginomycetes bilden als monophyletische Gruppe eine der beiden Klassen der Brandpilze. Die Ustilaginomycetes selbst werden in zwei Ordnungen unterteilt:
- Ordnung Urocystales, bilden vorwiegend Holobasidien
- Ordnung  Brandpilzartige (Ustilaginales), bilden vorwiegend Phragmobasidien

Die Familie Glomosporiaceae kann noch keiner Ordnung zugeordnet werden.

## Belege
- Dominik Begerow, Matthias Stoll, Robert Bauer: A phylogenetic hypothesis of Ustilaginomycotina based on multiple gene analyses and morphological data. Mycologia, Band 98, 2006, S. 906–916. doi:10.3852/mycologia.98.6.906